# Konrad Schulz (Maler)
Konrad Schulz (* 2. Oktober 1940 in Elbing; † 29. Juni 2001 in Hamburg) war ein deutscher Maler, Graphiker, Bildhauer und Objektkünstler.

## Biografie
Konrad Schulz war Sohn des deutschen Germanisten und Hochschullehrer Bernhard Schulz. Er studierte 1961 bis 1966 Bildhauerei an der Hochschule für bildende Künste Hamburg bei Gustav Seitz, anschließend 1966/67 mit einem Stipendium des Deutschen Akademischen Austauschdienstes am Royal College of Art in London. 1968 war er Gründungsmitglied der CO-OP Künstlercooperative Hamburg. 1968 bis 1973 war Konrad Schulz Lehrbeauftragter an der Hochschule für bildende Künste Hamburg. Er zählte 1970 zu den Mitbegründern der Projektgruppe „Tandem“. Ab 1972 war er als freischaffender Künstler in Hamburg tätig. 1985 erhielt Schulz den „Kunstpreis Altona“.
Einen Schwerpunkt seines Gesamtwerks bildeten bis Ende der 1970er Jahre bildhauerische Arbeiten. Er schuf große Objekte und Plastiken aus verschiedenen Materialien. Internationale Bekanntheit erlangte er in den 1970er Jahren mit seinen „Reifenobjekten“ („Geländecouch“), die er später immer wieder thematisch aufgriff und zitierte, so in den „Fahrradobjekten“ aus den 1990er Jahren. Ab 1980 gewann die Malerei an Bedeutung in seinem Schaffen. Es entstanden Gemälde, Gouachen, Collagen, Kohle- und Kreidezeichnungen, Siebdrucke und Holzschnitte. Seine Malerei blieb stets dem Gegenständlichen verhaftet, war jedoch von einem spontanen und expressiven Pinselduktus geprägt. Allen seinen Werken, den bildhauerischen wie den malerischen, ist eine humoristische Auffassung und Wirkung zu eigen.

## Bücher
- „Objekte“, Heidelberger Kunstverein, Heidelberg 1971
- „Bärenwinter“, Järnecke, Hamburg 1977
- „Berufsköpfe“, Eigenverlag, Hamburg 1978

## Ausstellungen
Einzelausstellungen seiner Arbeiten fanden u. a. statt im
- Kabinett für aktuelle Kunst, Bremerhaven 1968
- Galerie van de Loo, München 1969
- Staatliche Kunsthalle Baden-Baden, innerhalb der Serie 14X14, 1969

Er beteiligte sich an zahlreichen Gruppenausstellungen u. a.
- „Junge Stadt sieht Junge Kunst“ Kunstverein Wolfsburg 1967
- „Collage 67“ Städtische Galerie im Lenbachhaus, München und Kunsthalle Recklinghausen
- „Aktuelle Kunst in Hamburg“ Kunsthaus Hamburg 1968
- „Divergenzen“ Galerie Lauter, Mannheim 1968
- „Deutscher Kunstpreis der Jugend – Plastik“, Kunsthalle Mannheim 1968